# Cosme III de Médici
Cosme III de Médici (em italiano Cosimo III de' Medici; 14 de agosto de 1642 – 31 de outubro de 1723) foi o penúltimo Médici Grão-Duque da Toscana. Reinou de 1670 a 1723, e era o filho mais velho do Grão-Duque Fernando II. O seu reinado de 53 anos, o mais longo da história Toscana, foi marcado por uma série de leis ultra-reaccionárias regulando a prostituição e que baniram as denominadas Celebrações de Maio. O seu reinado testemunhou também uma deterioração da economia Toscana para níveis nunca antes registados. Ao falecer, em 1723, sucedeu-lhe seu filho mais novo João Gastão.
Casou com Margarida Luísa de Orleães, uma prima de Luís XIV. O casamento foi realizado por procuração na Capela Real do Palácio do Louvre, no domingo 17 de Abril de 1661. Foi um casamento cheio de adversidades. Margarida Luísa acabou por abandonar a Toscana, recolhendo-se no convento de Saint Pierre de Montmartre, em Paris. Do casamento nasceram três filhos: Fernando em 1663, Ana Maria Luísa, Eleitora Palatina por casamento, em 1667, e João Gastão, o último monarca Médici da Toscana, em 1671.
No final da sua vida, Cosme III tentou que a sua filha Ana Maria Luísa fosse reconhecida como herdeira universal da Toscana, mas Carlos VI, Sacro Imperador Romano-Germânico, não consentiu uma vez que a Toscana era, nominalmente, um feudo do Império e, como tal, só o próprio imperador poderia alterar as leis de sucessão toscanas. Todos os esforços de Cosme III para implementar este plano falharam e, em 1737, com a morte do seu filho mais novo, a Toscana passou para a Casa de Lorena.

## Primeiros Anos

### Herdeiro do trono

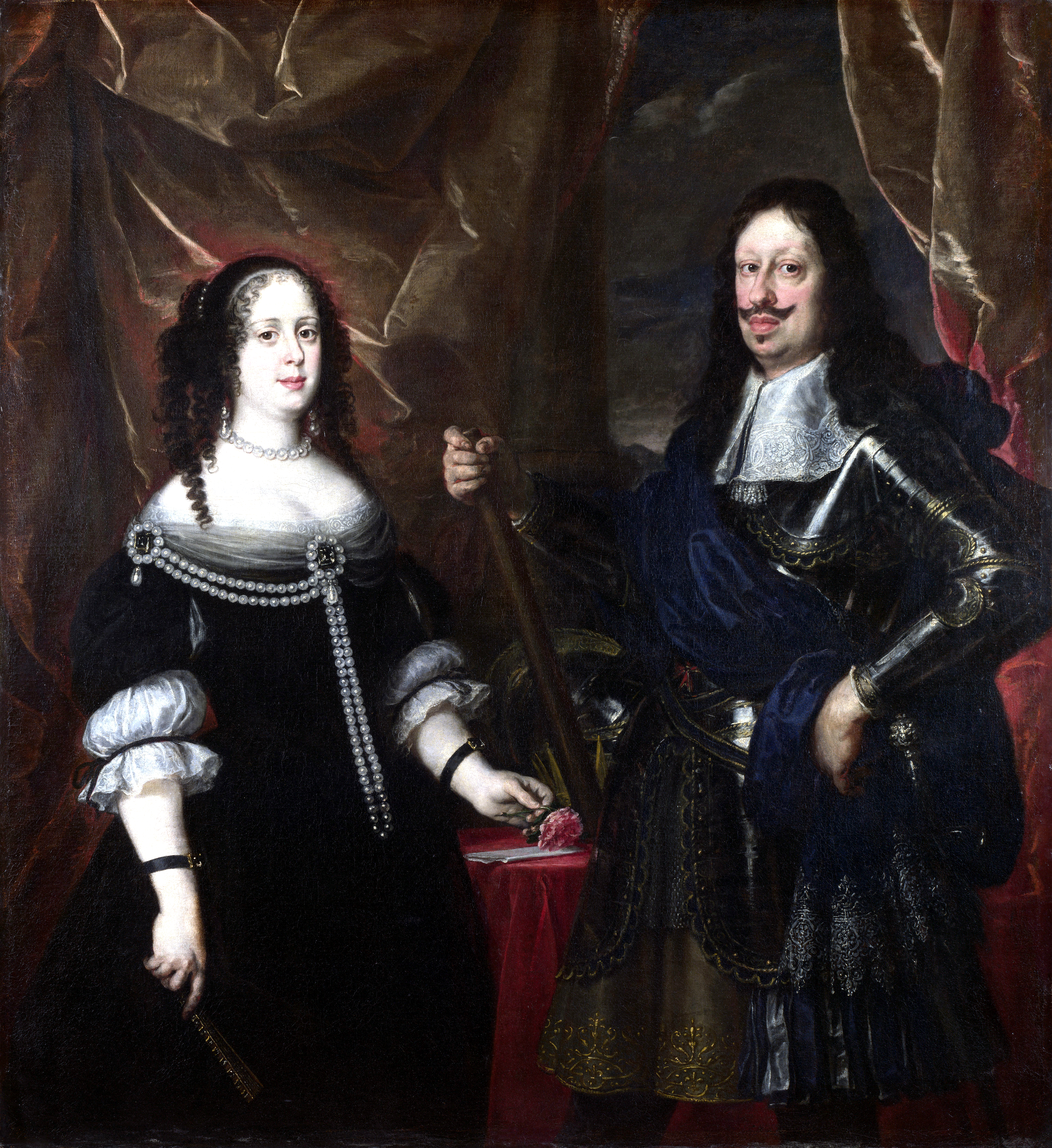
Fernando II de Médici, Grão-duque da Toscana, pai de Cosme III, e sua mãe, Vitória Della Rovere, por Justus Sustermans

Cosme de Médici nasceu em 14 de Agosto de 1642, sendo o filho mais velho que sobreviveu de Vitória Della Rovere, herdeira do Ducado de Urbino, e de Fernando II de Médici, Grão-Duque da Toscana. Os seus dois filhos anteriores haviam morrido pouco após o nascimento. O Grão-Duque Fernando quis dar ao seu filho uma requintada educação científica mas encontrou forte oposição da sua mulher, a piedosa Grã-Duquesa Vitória, cuja opinião acabou por prevalecer. Volunnio Bandinelli, um teólogo Sienense, foi nomeado tutor de Cosme, sendo um carácter similar ao da Grã-Duquesa.
Na juventude, Cosme revelou-se um desportista. O seu tio, João Carlos de Médici, uma vez escreveu para outro familiar dando "notícias que o deverão surpreender... O jovem príncipe [Cosme] abatera um ganso em pleno voo". Aos 11 anos, Cosme matara cinco porcos com cinco tiros. O embaixador da vizinha República de Lucca louvara o jovem Cosme, embora o seu sucessor, notou nele já uma pessoa diferente, que descrevia como "melancólico".
Em 1659, Cosme deixara de sorrir em público. Frequentemente visitava lugares de culto religioso, rodeando-se de frades e padres, o que preocupava o Grão-Duque Fernando.
O único irmão de Cosme, Francisco Maria de Médici, fruto da breve reconciliação de seus pais, veio a nascer no ano seguinte.

### Casamento

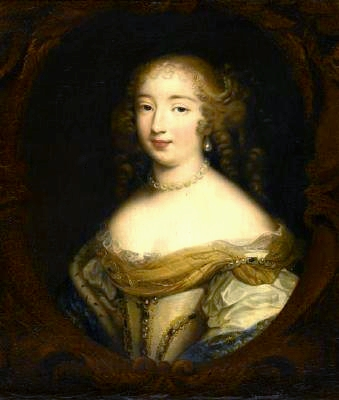
Margarida Luísa de Orleães, mulher de Cosme III, por Louis Edouard Rioult

Margarida Luísa de Orleães, neta de Henrique IV de França, casou com Cosme III por procuração em 17 de Abril de 1661 no Palácio do Louvre. Chegou à Toscana em 12 de Junho, desembarcando em Livorno, e fazendo a sua entrada formal em Florença em 20 de Junho com enorme fausto. Como presente de casamento, o Grão-Duque Fernando deu-lhe uma pérola do tamanho de um pequeno ovo de pombo.
O casamento foi infeliz desde o início. Algumas noites após a entrada formal, Margarida Luísa solicitou as joias da coroa toscana para seu uso pessoal; Cosme recusou. No entanto, as joias que conseguiu obter, quase que foram contrabandeadas para fora da Toscana por pessoas da sua confiança mas os esforços de agentes de Fernando impediram que tal acontecesse.
As extravagâncias de Margarida Luísa perturbavam Fernando dado que o erário público toscano se encontrava quase na bancarrota; em grande medida pelo esforço durante as Guerras de Castro e o pagamento aos mercenários então utilizados. A situação económica deteriorou-se de tal forma que a troca de bens impôs-se nas zonas rurais. Em Agosto de 1663 Margarida Luísa deu à luz um menino: Fernando. Duas outras crianças se seguiriam: Ana Maria Luísa em 1667, e João Gastão, em 1671.
Fernando suplicou a Luís XIV para fazer alguma coisa sobre o comportamento da sua nora; o rei enviou o Conde de Saint Mêmê. Margarida Luísa quis regressar a França, e Saint Mêmê apoiou-a, tal como grande parte da corte francesa, pelo que o embaixador regressou sem ter encontrado uma solução para a desarmonia doméstica do herdeiro do trono toscano, irritando quer Fernando II quer Luís XIV. Ela humilhava Cosme em todas as ocasiões que dispunha: insistia em empregar cozinheiros franceses, uma vez que receava que os Medici a envenenassem. Em Setembro de 1664 Margarida Luísa abandonou os seus aposentos no Palácio Pitti, a residência grã-ducal. Cosme mudou-a para a Villa di Lappeggi. Aí, era vigiada por quarenta soldados, e seis cortesãos, nomeados por Cosme, que a escoltavam por todo o lado. No ano seguinte ela reconciliou-se com a família grã-ducal, e deu à luz, em Agosto de 1667, Ana Maria Luísa, futura Eleitora Palatina. A delicada reaproximação de Margarida Luísa com a família grã-ducal sucumbiu após o nascimento de Ana Maria Luísa, quando Margarida Luísa apanhou varíola e decidiu responsabilizar Cosme por todos os seus problemas.

## Viagens Europeias

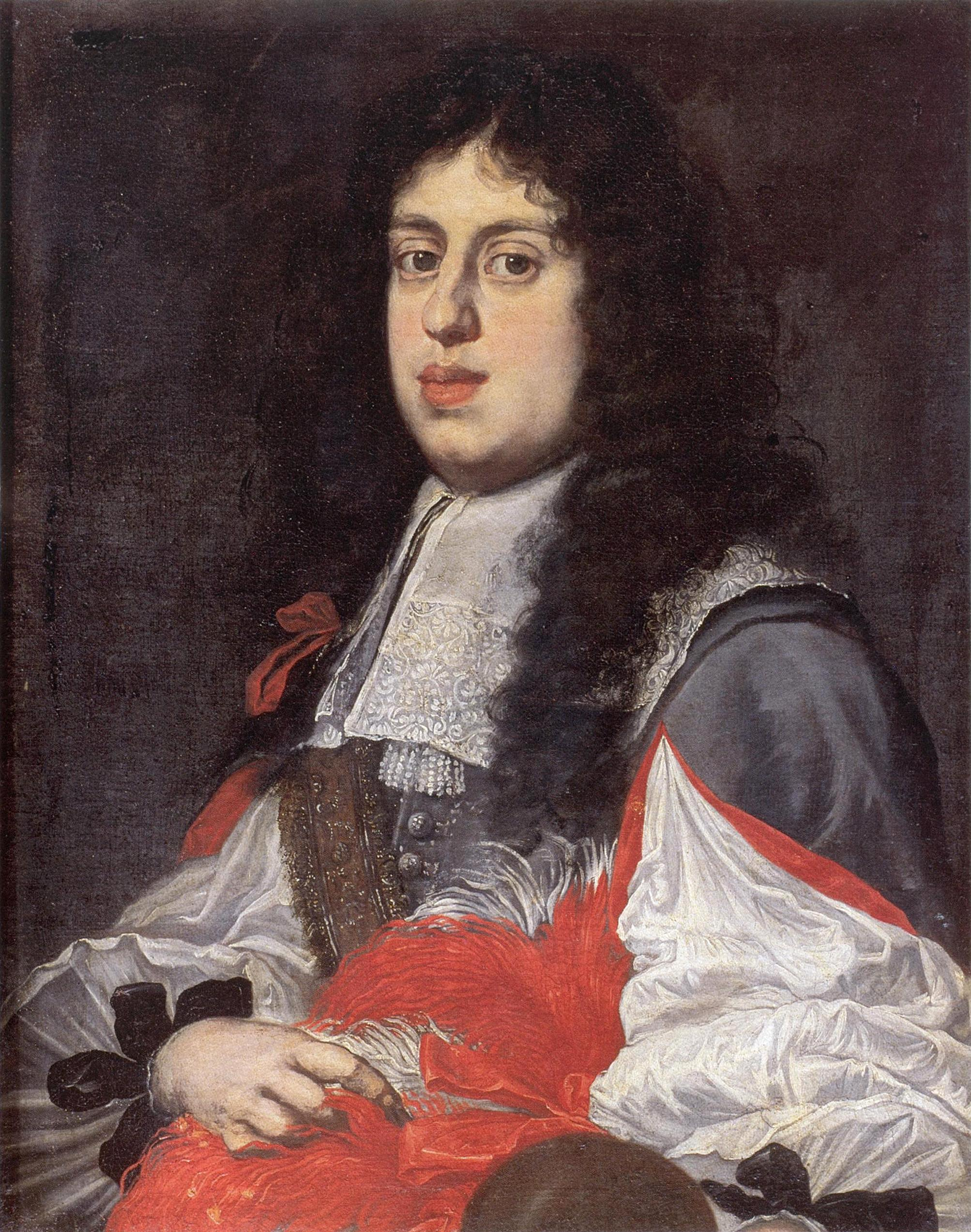
Cosme por volta de 1660, por Sustermans

O Grão-Duque Fernando encorajou Cosme a empreender uma viagem pela Europa para o distrair da renovada hostilidade de Margarida Luísa. Em 28 de Outubro de 1667 chegou ao Tirol, onde foi recebido por sua tia, Ana de Médici, Arquiduquesa da Áustria Anterior. Viajou de embarcação pelo Reno até Amesterdão, onde foi bem recebido pela comunidade artística, encontrando-se com o pintor Rembrandt van Rijn. De Amesterdão, viajou para Hamburgo, onde o esperava a rainha Cristina da Suécia. Regressou a Florença em Maio de 1668.
Esta viagem fez muito bem a Cosme. A sua saúde estava melhor que nunca, bem como a sua auto-estima. Contudo, a implacável inimizade de sua mulher para com ele, desfez os anteriores progressos. O Grão-Duque Fernando, mais uma vez, temeu pela saúde do filho, pelo que o enviou numa segunda viagem em Setembro de 1668.

### Passagem por Espanha
Quando visitou Espanha, o rei, Carlos II de Bourbon, recebeu-o numa entrevista privada.

### Estadia em Portugal
A 9 de janeiro de 1669 Cosme deixa Badajoz e entra no Reino de Portugal, passando por Elvas e Campo Maior. Esta visita era considerada importante dados os fortes laços culturais e económicos que sempre haviam ligado Portugal e Florença. Era com alguma curiosidade que a Toscana, em plena crise política, diplomática e económica, pretendia avaliar a situação do reino de Portugal e a capacidade demonstrada em enfrentar a potência espanhola. Daí o encontro com o General Dinis de Melo e Castro, 1.º conde das Galveias, vencedor da batalha de Montes Claros, onde os espanhóis tinham sido derrotados.
Em Lisboa, após uma receção pela Corte e pelo Príncipe-Regente D. Pedro II, Cosme visitou muitas igrejas e mosteiros, tendo ficado particularmente surpreendido com a vida das freiras do Mosteiro de Odivelas, filhas de famílias nobres, que demonstravam grande liberdade e cuja vida mais se confundia com uma corte palatina do que com a simplicidade de uma vida religiosa.
Cosme recebeu em audiência diversos membros da comunidade italiana em Portugal, salientando-se o engenheiro Antoniacci (que lhe mostrou os planos de reconstrução de algumas fortificações na fronteira) e alguns religiosos que missionaram no Congo, nas Índias Ocidentais e nas Orientais.
Igualmente, Cosme veio a Portugal acompanhado do pintor Pier Maria Baldi (1630-1686), que retratou e cartografou várias cidades portuguesas, inclusive Viana, Caminha e Coimbra.
Diversos foram os encontros com o célebre Padre António Vieira e, pela importância dada à cultura, visitou o Colégio do Espírito Santo, em Évora, e a Universidade de Coimbra. Igualmente, nas suas viagens encontra outras figuras de renome como o militar e cosmógrafo Luís Serrão Pimentel, o 1.º Marquês de Távora Luís Álvares de Távora, o padre Jerónimo Lobo, o padre Francisco de Santo Agostinho, o lexicógrafo Rafael Bluteau, o poeta André Rodrigues de Matos e o 3.º Conde da Ericeira Luís de Meneses .
Em 1 de março de 1669 o Príncipe embarcou em Caminha em direção à Galiza levando uma imagem positiva de Portugal, das suas instituições e das potencialidades do país.

### Visita a Inglaterra e França
Daí viajou para Inglaterra, onde se encontra com o rei Carlos II Stuart e com  Samuel Pepys, que o descreve como a very jolly and good comely man (um alegre e formoso homem). Cosme foi bem recebido pelas Universidades de Oxford e de Cambridge, uma vez que seu pai dera proteção a Galileo, perseguido pela Inquisição. Na viagem de regresso, Cosme visitou Luís XIV e a sua sogra, Margarida de Lorena, em Paris. Regressou a Florença em 1 de novembro de 1669.

## Reinado

### A partida de Margarida Luísa
Fernando II morreu em 23 de maio de 1670 de apoplexia e hidropisia e foi sepultado na Basílica de São Lourenço, a necrópole dos Médici. Na altura da sua morte, a população do Grão-ducado atingira as 720.594 almas; as ruas estavam forradas com erva e os edifícios à beira do colapso em Pisa, enquanto Siena fora virtualmente abandonada.
A Grã-Duquesa Margarida Luísa e a Grã-Duquesa viúva Vitória competiam entre si pelo poder. A segunda, após prolongada batalha, triunfou: O Grão-Duque entregou a sua mãe a administração quotidiana do estado. Cosme III iniciou o seu reinado com um fervor extremo, tentando salvar o erário público da bancarrota e permitindo que os seus súbditos recorressem a si na arbitragem de disputas. Contudo, essa novidade depressa acabou. Dado que Cosme perdera o gosto pela administração pública, os poderes de Vitória seriam acrescidos com a sua admissão na Consulta (Conselho Privado) do Grão-Duque. Margarida Luísa, privada de qualquer influência política, ocupou-se com a educação do príncipe herdeiro Fernando e competindo com Vitória sobre a precedência, o que acabou por empurrar Cosme para o lado de sua mãe. Com este pano de fundo, no primeiro aniversário da morte de Fernando II, João Gastão nasceu como último rebento do casal Grão-Ducal.
No início de 1672 Margarida Luísa simulou estar doente: Luís XIV enviou Alliot le Vieux, o médico pessoal de Ana da Áustria, para a tratar. Ao contrário de Saint Mênê, o Dr. Alliot não alinhou no plano de Margarida Luísa de ser enviada para França, e de frequentar as águas termais como forma de melhorar a sua "doença".  Em Dezembro ela foi em peregrinação à Villa di Pratolino, e nunca mais regressou. Em vez de voltar a Florença, Margarida Luísa preferiu viver numa semi-reclusão em Poggio a Caiano. O Grão-Duque finalmente consentiu, mas, temendo que ela pudesse fugir, não lhe era permitido ausentar-se sem o seu consentimento e quando ela ia montar a cavalo devia ter uma escolta de quatro soldados. Além disso, todas as portas e janelas da villa tinham que estar protegidas. Este mal-estar entre o casal continuou até 26 de dezembro de 1674, após o que, falhadas todas as tentativas de reconciliação, Cosme, conformado, concordou em deixar a sua mulher partir para o Convento de Montmartre, em França. O contrato assinado nesse dia renunciava aos seus direitos como Princesa de Sangue e com eles à sua dignidade de  Alteza Real. Em compensação, Cosme atribuiu-lhe uma pensão de 80 000 libras francesas. Ela partiu no seguinte mês de Junho, após ter retirado de Poggio a Caiano todos e quaisquer valores que ali pudessem existir.

### Perseguição dos Judeus e a sucessão Lorena
Sem Margarida Luísa para prender as suas atenções, Cosme ocupou-se da perseguição da população judia da Toscana. As relações sexuais entre Judeus e Cristãos foram proscritas e os Cristãos, por uma lei promulgada em 1 de Julho de 1677, não podiam trabalhar em estabelecimentos detidos por Judeus. O desrespeito por estas leis incorria numa multa de 50 coroas; se a pessoa em questão não tivesse fundos suficientes, era suscetível de ser torturada; e se fosse considerado inadequado para a tortura, uma pena de prisão de quatro meses poderia ser aplicada. Este Antissemitismo foi complementado com novas leis, promulgadas a 16 de Junho de 1679 e 12 de Dezembro de 1680, banindo os Judeus de visitar prostitutas cristãs e de com elas co-habitarem, respetivamente.
Entretanto, em França, Carlos V da Lorena não tinha herdeiro e, na qualidade de filha de uma princesa Lorena, Margarida Luísa, delegou os seus direitos sucessórios no ducado no seu filho mais velho, Fernando. O Grão-Duque Cosme tentou obter algum reconhecimento internacional como herdeiro aparente, sem sucesso. Leopoldo I, Sacro Imperador Romano-Germânico, apoiou as pretensões de Cosme, uma vez que não pretendia ver a Lorena reverter para a França. Os Tratados de Nimega, que concluíram a Guerra Franco-Neerlandesa, não apoiaram as ambições de Cosme, tal como ele pretendia. A questão Lorena ficou concluída com o nascimento de um filho a Carlos V, em 1679, encerrando o sonho de Cosme de um ramo júnior dos Médici, sonho que haveria de ser recuperado em 1697 pelo casamento de João Gastão com uma herdeira estrangeira.

### 1679-1685

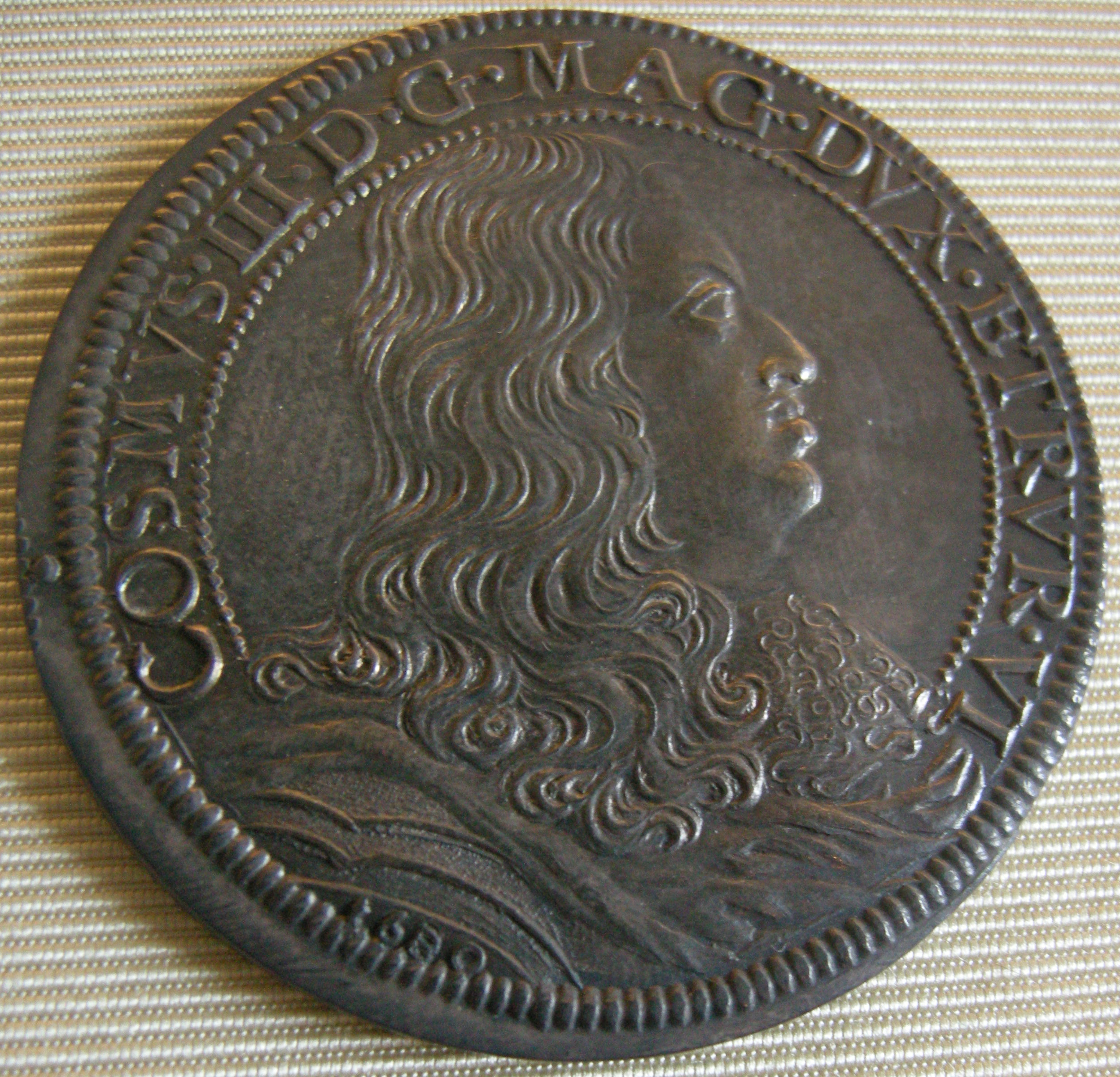
Uma piastra contemporânea com a efígie de Cosme III. Inscrição Latina: COSMVS III D[EI] G[RATIA] MAG[NVS] DVX ETRVR[AE]. "Cosme III, pela Graça de Deus, Grão-Duque da Etrúria (Toscana)"

Cosme manteve-se informado da conduta da sua mulher em França através de um emissário toscano, Gondi. Margarida Luísa frequentemente pedia mais dinheiro ao Grão-duque, que ficara escandalizado pelo seu comportamento, uma vez que ela arranjara um amante, chamado Gentilly. Em Janeiro de 1680 a Abadessa de Montemarte solicitou a Cosme que pagasse a construção de um reservatório, após um escândalo no convento: a Grã-duquesa colocara o cesto do seu cachorro de companhia próximo de uma fogueira, e o cesto incendiara-se, mas em vez de tentar extingui-lo ela incitou as freiras a fugir para salvar as suas vidas. Em anteriores ocasiões, ela explicitamente havia afirmado que incendiaria o convento se a Abadessa discordasse dela, o que transformava o incidente, na opinião da Abadessa, num acidente intencional. Cosme, incapaz de fazer muito mais com receio de aborrecer Luís XIV, reaproximou-se dela numa série de cartas. Outro escândalo irrompeu nesse Verão, a Grã-duquesa banhara-se nua, num rio das proximidades. Cosme explodiu de raiva quando soube disto. Luís XIV, cansado das petições de Florença, retorquiu: "Uma vez que Cosme consentira no regresso de sua mulher a França, ele abdicara de qualquer direito de interferir na sua conduta." Após a recusa de Luís XIV, Cosme caíu gravemente doente, sendo animado apenas pelo seu médico, Francesco Redi, que o ajudou a recuperar no sentido da doença não mais o atacar. Foi após este evento que que Cosme finalmente deixou de se incomodar com a vida da Grã-Duquesa. Em 1682 Cosme III nomeou o seu irmão, Francisco Maria de Médici, Governador de Siena.
O Sacro Imperador Romano-Germânico solicitou a participação de Cosme na Grande guerra turca. De início resistiu, mas depois acabou por remeter um consignment de munições para Trieste, oferecendo-se para aderir à Santa Liga. Os turcos acabaram por ser derrotados na Batalha de Viena em Setembro de 1683. Para desapontamento de Cosme, "muitos escândalos e desordens continuaram a ocorrer relativamente a relações carnais entre Judeus e mulheres Cristãs, o que acabava por levar as crianças nascidas de tais uniões a serem amamentadas por amas cristãs". O Grão-Duque, desejando ainda suprimir a fé dos hereges, decretou a proibição dos Judeus poderem usar amas cristãs e se um pai cristão quisesse que o seu filho meio-judeu fosse amamentado por uma ama judia deveria solicitar autorização por escrito ao governo. Adicionalmente, as execuções públicas aumentaram para seis por dia. Gilbert Burnet, Bispo de Salisbúria e um famoso memorialista, visitou esta Florença em Novembro de 1685, tendo escrito que [Florença] afundara-se relativamente ao que já fora, porque não acho que haja cinquenta mil almas na cidade; os outros estados, anteriormente grandes repúblicas como Siena e Pisa, embora conservando a sua liberdade, estão agora reduzidos a quase nada...

### Casamento do Grão-Príncipe Fernando

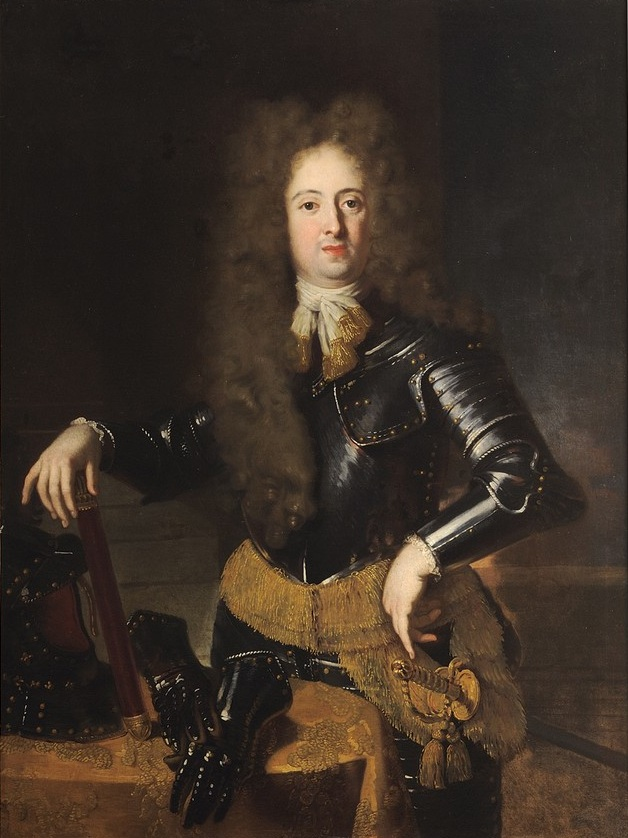
Fernando de Médici, Grão-príncipe da Toscana, filho mais velho de Cosme, por Niccolò Cassana

Cosme procurou um casamento adequado para o seu filho mais velho, Fernando, em 1686. Apadrinhou-lhe um casamento tal como aos outros príncipes toscanos, seu irmão Francisco Maria de Médici e seu filho mais novo João Gastão, que eram débeis e improváveis de produzir descendência. Entre as potenciais noivas foram consideradas: Violante Beatriz de Baviera, a infanta Isabel Luísa de Bragança, herdeira-aparente do trono Português, e a filha do eleitor palatino Filipe Guilherme.
As negociações com os portugueses foram intensas, mas esbarraram em certas cláusulas: Fernando e Isabel Luísa deveriam viver em Lisboa, Fernando renunciaria aos seus direitos ao trono Toscano a não ser que o pai da Infanta, o rei Pedro II de Portugal, voltasse a casar e tivesses descendência masculina, e se Isabel Luísa se tornasse Rainha de Portugal; se Cosme III, João Gastão e Fernando Maria morressem sem descendência masculina, a Toscana seria anexada por Portugal.
Fernando rejeitou categoricamente as condições com total apoio de Luís XIV, o seu tio-avô. Cosme virou-se então para Violente da Baviera. Escolhendo-a reforçar-se-íam os laços entre a França —onde a irmã de Violante era a Delfina— e a Baviera. Existia apenas um obstáculo ao casamento, Fernando II, pai de Cosme, aconselhara imparcialmente o pai de Violente, Fernando Maria, Eleitor da Baviera, a investir 300 000 ugherri de ouro num banco. Pouco após o eleitor ter depositado essa soma, o banco entrou em colapso. Cosme consentiu na redução do dote no sentido de reembolsar o Eleitor. Fernando ficara decepcionado com a sua noiva. Violente, contudo, electrificava o Grão-Duque, que escreveu: Nunca conheci, nem penso que o mundo possa produzir um ser tão harmoniosamente perfeito...

### Alteza Real
Em junho de 1689 Vítor Amadeu II de Saboia, requereu o tratamento de Alteza Real de Espanha e do Império, enfurecendo o Grão-Duque Cosme, que se queixou a Viena referindo que um Duque tinha estatuto inferior a um Grão-Duque, exaltando-se com tal injustiça, uma vez que a Casa de Sabóia não se afirmara a ponto de se confundir com uma casa real, nem a casa de Medici diminuíra o seu esplendor ou possessões, pelo que não havia razão de promover uma em detrimento da outra." Cosme sublinhou o apoio financeiro e assistência militar que a Toscana dera, ao longo dos tempos, ao Império.
O Imperador, ansioso de evitar qualquer fricção, sugeriu que Ana Maria Luísa casasse com João Guilherme, Eleitor Palatino, como compensação pela afronta. Dois anos mais tarde e alguns meses antes do seu casamento com Ana Maria Luísa, o Eleitor Palatino adquiriu o tão pretendido tratamento para Cosme e sua família, apesar destes não terem quaisquer reivindicações sob qualquer reino. Daí em diante, Cosme passou a designar-se como Sua Alteza Real o Sereníssimo Grão-Duque da Toscana.

### 1691-1694

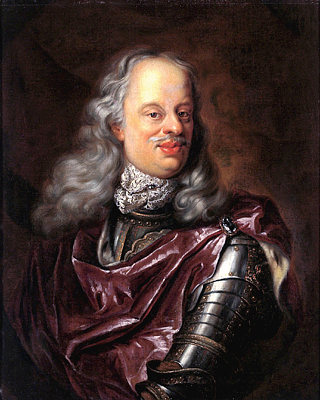
Cosme III na velhice, por Jan Frans van Douven

Luís XIV ficara irritado com o casamento de Ana Maria Luísa com o seu inimigo de longa data. Cosme, após muita adulação, obteve a sua anuência. Em 9 de Outubro de 1691, França, Inglaterra, Espanha e as Províncias Unidas garantiram a neutralidade do porto toscano de Livorno. Entretanto, o Império, tentava obter direitos feudais de Cosme, ordenando-lhe que se aliasse à Áustria. O Grão-Duque respondeu que se fizesse isso a França enviaria uma frota naval de Toulon para ocupar o seu estado; com relutância, o Imperador aceitou esta desculpa. A Toscana não se encontrava isolada nos seus laços feudais com o império: o resto da Itália estava também obrigado a pagar ao Imperador, embora a níveis substancialmente superiores que Cosme, que apenas pagava relativamente aos territórios que eram indiscutivelmente feudos imperiais.
Cosme, não tendo nada mais que fazer, instituíu mais leis morais. Os jovens não estavam autorizados a "entrar em casas para fazer amor com raparigas, e deixá-las por detrás de janelas e portas, era um grande incentivo para violações, abortos, e infanticídios..." Se os homens não cumprissem, teriam que pagar multas enormes. O fanatismo coincidiu com uma nova vaga de impostos que estagnaram a economia toscana já em declínio. Harold Acton conta que um fardo de lã enviada de Livorno e Cortona tinha que passar por dez alfândegas intermédias. O Grão-Duque supervisionou o estabelecimento do Serviço da Decência Pública, cujo objective era regular a prostituição. Prostitutas eram frequentemente atiradas, durante anos, para o Stinche, uma prisão para mulheres com essa profissão, com escassa comida, se não pudessem suportar as multas que lhe eram aplicadas pelo referido serviço. Autorizações nocturnas e exceções estavam eram atribuídas para quem quisesse pagar seis coroas por mês.
Cosme ressuscitou uma lei do reinado de seu pai que bania os estudantes de frequentarem universidades fora da Toscana, o que reforçava o poder dos Jesuítas sobre a educação. Um contemporâneo escreveu que nenhum homem em Florença podia ler ou escrever Grego, um profundo contraste com a realidade da velha república. Numa carta datada de 10 de Outubro de 1691, o secretário pessoal de Cosme escreveu, Por Ordem expressa pelo Sereníssimo Senhor devo informar V. Excelências que Sua Alteza não autorizará qualquer professor na sua universidade de Pisa a ler ou ensinar, em público eu em privado, por escrito ou por voz, a filosofia de Democritus, ou sobre os átomos, ou qualquer ensinamento de Aristóteles.
Fernando e Violante, apesar de estarem casados há mais de cinco anos, não tinham descendência em 1694. O Grão-Duque reagiu declarando dias especiais de devoção, e erigindo a coluna da fertilidade no distrito Cavour de Florença, acto que foi ridicularizado pelo povo. Fernando não visitava Violante, e em vez disso gastava as suas atenções no seu favorito, um castrado Veneziano, Cecchino de Castris. No mesmo ano, a Grã-Duquesa viúva Vitória, que em tempos exercera grande influência em Cosme, faleceu. As suas possessões, os Ducados de Montefeltro e Rovere, herdados de seu avô, o último Duque de Urbino, foram concedidos a seu filho mais novo, Francisco Maria de Médici.

### Casamento de João Gastão
Cosme tornou-se afectado pela questão da sucessão Toscana após a morte de sua mãe. Fernando não tinha sucessão, tal como Ana Maria Luísa. Esta última, muita estimada pelo pai, propusera uma princesa alemã para casar com João Gastão. A senhora em questão, Ana Maria Francisca de Saxe-Lauemburgo, herdeira nominal do Ducado de Saxe-Lauemburgo, era extremamente rica. Cosme, uma vez mais, sonhou com um ramo júnior da família Medici governando um território estrangeiro, pelo que o casamento ocorreu em 2 de julho de 1697. João Gastão e a sua mulher não se deram bem e, por fim, este acabou por abandoná-la em 1708.

### O declíneo do Século XVIII

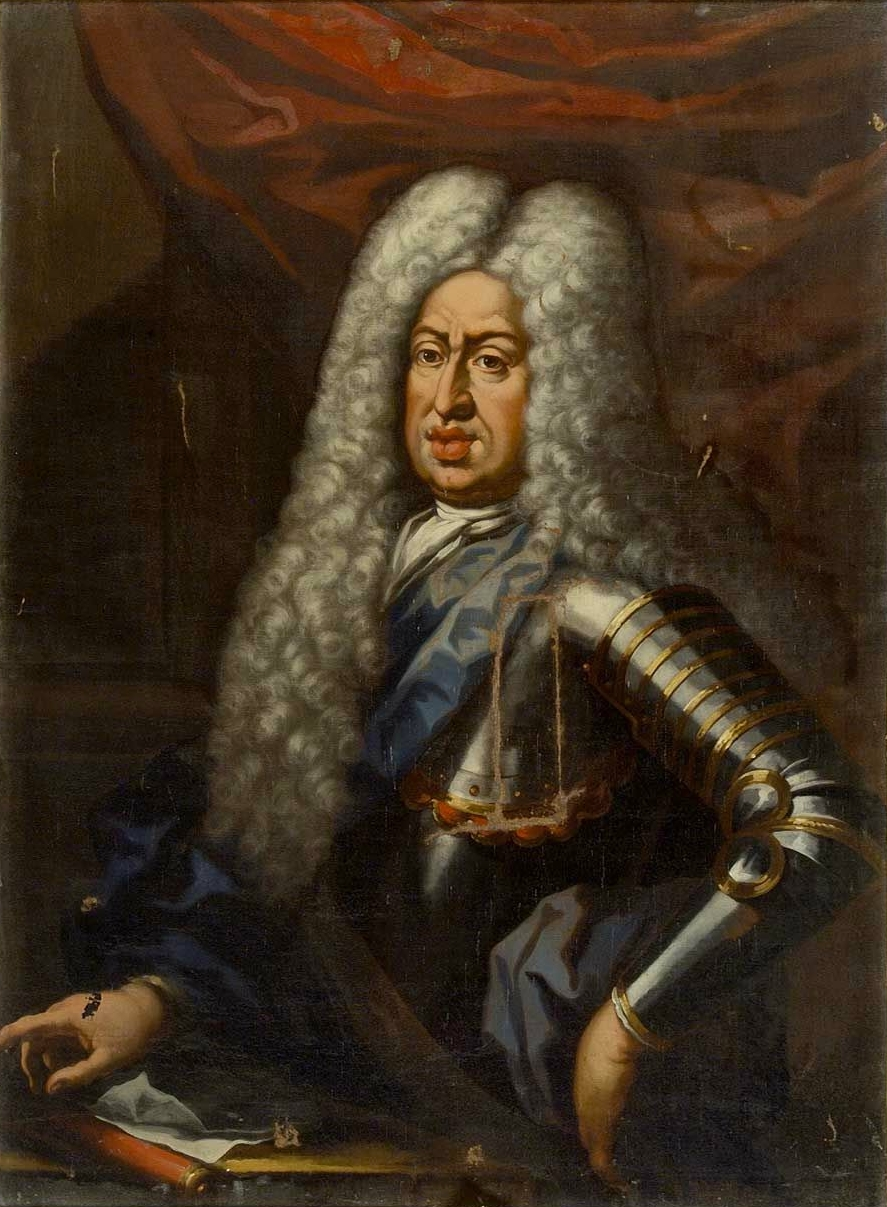
Retrato de João Gastão de Médici

O Século XVII não acabou bem para o Grão-Duque: ele continuava sem netos, França e Espanha não haviam reconhecido o seu estatuto de alteza real e o Duque de Lorena declarara-se a si próprio como Rei de Jerusalem sem qualquer oposição. Em Maio de 1700 Cosme iniciou uma peregrinação a Roma. O Papa Inocêncio XII, após muita persuasão, criou Cosme cónego de São João de Latrão, no sentido de lhe permitir ver o Volto Santo, o vestuário que supostamente fora usado por Cristo antes da sua crucifixação. Maravilhado pela sua calorosa receção pelo povo romano, Cosme deixou Roma com um fragmento dos intestinos de S. Francisco Xavier.
Carlos II de Espanha morreria em novembro de 1700. A sua morte, sem qualquer herdeiro aparente, provocou a Guerra da Sucessão de Espanha, que envolveu todas as potências europeias. Contudo, a Toscana manteve-se neutral.
Cosme reconheceu Filipe de Anjou, como sucessor do rei Carlos II, cuja administração lhe recusara sancionar o Tratamento Real reservado a famílias reais. O Grão-Duque aceitou de Filipe V a investidura em Siena, nominalmente um feudo espanhol, confirmando o seu estatuto de vassalo espanhol.
Entretanto, na Boémia, João Gastão esbanjava dinheiro numa cadência rápida, contraindo dívidas gigantescas. Alarmado, o Grão-Duque, enviou o Marquês Rinnuci para inspecionar as dívidas do Príncipe. Rinnuci ficou chocado quando descobriu que Jan Josef, Conde de Breuner e Arcebispo de Praga, estava entre os credores. Numa tentativa de salvar João Gastão do naufrágio, Rinnuci tentou coagir Ana Maria Francisca a regressar a Florença, onde João Gastão ansiava estar. Ela recusou terminantemente. O seu confessor, na esperança de fazê-la permanecer na Boêmia, dava-lhe conta de lendas do envenenamento de Leonor de Toledo e de Isabel Orsini, outras consortes dos Médici.

### A sucessão Toscana e os anos finais

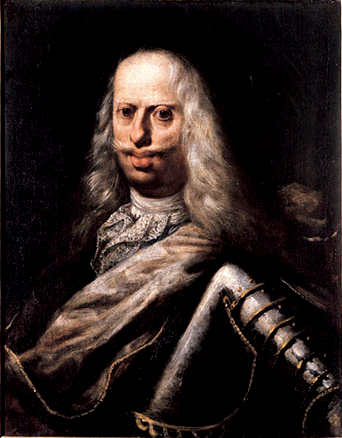
O Grão-Duque nos anos finais da sua vida

A piedade de Cosme não diminuirá minimamente desde a sua juventude. Ele visitou o convento Florentino de S. Marco diariamente. Um contemporâneo conta que "o Grão-.Duque conhece todos os monges de S. Marcos pelo menos de vista..." Isso não ocupava todos os seus esforços: ainda tentava persuader Ana Maria Francisca, sua nora, a vir viver para Florença, onde, ele achava que os seus capichos terminariam. Adicionalmente, em 1719, ele alegava que Deus lhe pedira que penhorasse o Grão-Ducado ao governo e absoluto domínio do mais glorioso S. José.
Leopoldo I, Sacro Imperador Romano-Germânico, morreu em Maio de 1705. o seu sucessor, José I, assumiu o governo com entusiasmo. Após a Batalha de Turim, uma decisiva vitória Imperial, o Imperador pretendeu cobrar os seus direitos feudais, que acresciam a 300.000 dobrões, uma soma exorbitante, forçando também Cosme a reconhecer Arquiduque Carlos como rei de Espanha. Temendo uma invasão Franco-Holandesa, Cosme III recusou-se a reconhecer o título a Carlos, mas pagou uma fração dos referidos direitos.
O Grão-Príncipe Fernando caiu gravemente doente com sífilis; tornara-se prematuramente senil, não reconhecendo ninguém que o visitasse. Cosme desesperou. Adicionalmente a situação financeira tornara-se insustentável. Cosme escrevia missivas desesperadas à Eleitora Palatina: "Posso dizer-te agora, em caso de não estar informada, que não dispomos de dinheiro em Florença..." acrescentado que dois ou três quartos da minha pensão estão em atraso.
João Gastão regressou à Toscana sem a sua mulher, em 1708. O Imperador, tendo em conta a baixa probabilidade de nascer um herdeiro masculino, preparou a ocupação da Toscana, sob o pretexto de ser descendente dos Médici. Ele insinuava que após a morte do Grão-Príncipe, os toscanos revoltar-se-íam contra o governo autocrático de Cosme. Num acto de desespero, o Grão-Duque fez com que o seu irmão, o cardeal Francisco Maria de Medici, renunciasse aos seus votos religiosos e casasse com Leonor Gonzaga, a filha mais nova de Vicente Gonzaga, Duque de Guastalla. Dois anos depois, Francisco Maria morria, acabando assim qualquer esperança de herdeiro.

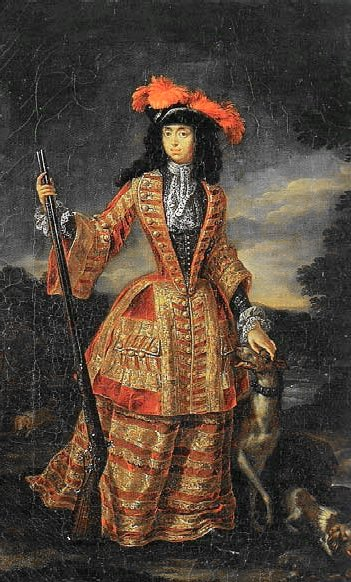
A Eleitora Ana Maria Luísa, por Jan Frans van Douven

Sem qualquer herdeiro aparente, Cosme equacionou a restauração da República de Florença. Contudo, isso apresentava muitos obstáculos. Florença era nominalmente um feudo Imperial, e Siena um feudo espanhol. O plano estava prestes a ser aprovado pelas potências reunidas em Geertruidenberg quando Cosme abruptamente adicionou que se ele e os seus dois filhos morressem antes da Eleitora Palatina, então ela deveria suceder e a república seria reinstalada só após a sua morte. A proposta foi abandonada, e acabou por ficar em suspenso após a morte do imperador José.
Carlos VI, Sacro Imperador Romano-Germânico, concedeu uma audiência à Eleitora Palatina em Dezembro de 1711. Concluiu que a sucessão da Eleitora não representava qualquer embaraço, mas acrescentou que ele lhe deveria suceder. Cosme e a filha ficaram chocados com esta resposta. Percebendo quão inconveniente fora, Carlos VI escreveu para Florença concordando no projecto, mencionando uma cláusula: o estado Toscano não devia ser legado aos inimigos da Casa de Habsburgo. No culminar da Guerra da Sucessão de Espanha, nos Tratados de Utrecht e Rastatt, Cosme não exigiu garantias internacionais para a sucessão da Eleitora. Uma inação que mais tarde lamentaria.
Por fim, a 30 de Outubro de 1713, o Grão-Príncipe sucumbiu com sífilis. Cosme apresentou ao Senado, a assembleia legislativa do estado toscano, uma proposta de lei de sucessão. A lei previa que se João Gastão morresse antes de sua irmã, a Eleitora Palatina, ela ascenderia a todos os estados do Grão-Ducado. A lei foi saudada com uma enorme ovação pelos senadores. Carlos VI ficou furioso, retorquindo que o Grão-Ducado era um feudo imperial, e que apenas ele detinha a prerrogativa de escolher quem sucederia. Isabel Farnésio, herdeira do Ducado de Parma e segunda esposa do rei Filipe V de Espanha, sendo bisneta de Margarida de Médici, reivindicava a Toscana.

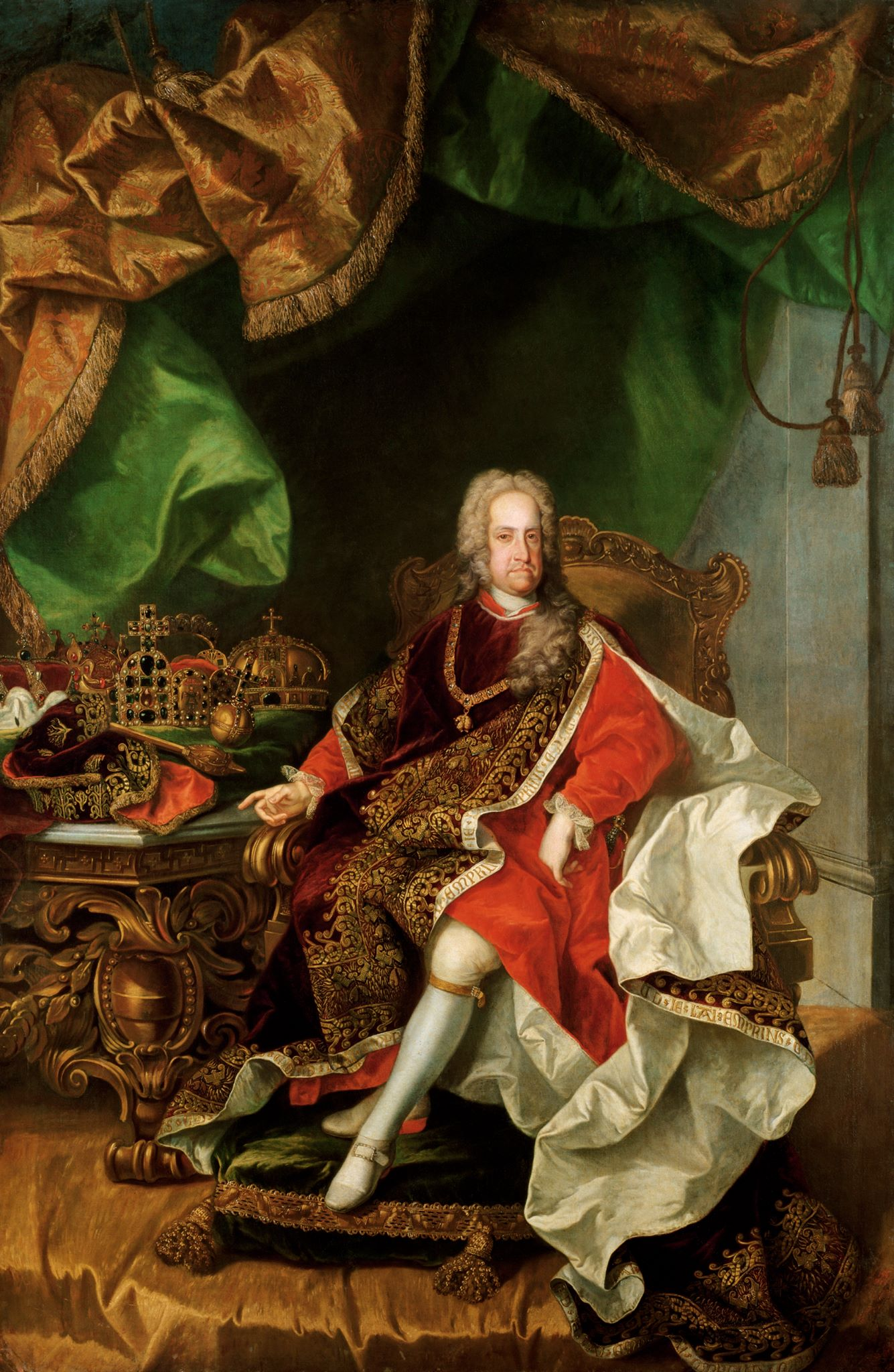
Carlos VI, Sacro Imperador Romano-Germânico, por Johann Gottfried Auerbach

Em Maio de 1716, o Imperador assegurou à Eleitora e ao Grão-Duque que não existiam obstáculos inultrapassáveis que impedissem a sua ascensão, mas a Áustria e a Toscana deveriam alcançar um acordo relativamente a que casa real sucederia aos Medici. Como incentivo para acelerar a resposta de Cosme, o Imperador sugeriu que a Toscana poderia beneficiar de ganhos territoriais. Em Junho de 1717 Cosme expressou o seu desejo de que a  Casa de Este viesse a suceder aos Medici. As promessas de Carlos VI nunca se materializaram. Em 1718 repudiou a decisão de Cosme, declarando inaceitável a união entre a Toscana e o Ducado de Modena (o estado dos Este). Em 4 de Abril de 1718 a Inglaterra, a França e a República das Províncias Unidas (e mais tarde a Áustria) seleccionaram Don Carlos, o filho mais velho de Isabel Farnésio e de Filipe V de Espanha, como herdeiro da Toscana. Em 1722 a Eleitora não vira a sua qualidade de herdeira ser reconhecida, e Cosme ficara reduzido a mero espectador nas conferências sobre o futuro da Toscana.
João Guilherme, Eleitor Palatino morreu em Junho de 1717. Ana Maria Luísa regressou a casa em Outubro de 1717, trazendo consigo imensos tesouros. Cosme nomeou a viúva do seu filho mais velho, Violante Beatriz de Baviera, Governadora de Siena por forma a ficar definida a sua precedência na corte. Isso não impediu que as duas senhoras de se guerrearem. Cosme interrompeu a sua participação em caçadas na sequência de um acidente em Janeiro de 1717. Acidentalmente ele alvejara e matara um homem. Ficara tão incomodado que desejou ser julgado pelos Cavaleiros da Ordem de Santo Estêvão. O estado do Grão-Ducado reflectia a decadência do seu governante; numa parade militar em 1718, o exército contava menos do que 3000 homens, alguns dos quais estavam enfermos e 70. A marinha era composta por três galeras, e a tripulação era de 198. Em Setembro de 1721, a Grã-Duquesa morreu; em vez de deixar as suas possessões e bens para os seus filhos, como previsto no acordo de 1674, o património foi para a Isabel Teresa de Lorena, Princesa de Epinoy.

### Morte e legado
Em 22 de Setembro de 1723 o Grão-Duque sofreu um ataque que durou duas horas e a sua condição deteriorou-se. Cosme foi assistido pelo núncio Papal e pelo Arcebispo de Pisa no seu leito de morte. Este último referiu que este Príncipe necessita de pouca assistência no sentido de morrer em paz, uma vez que ele estudou e cuidou de mais nada ao longo da sua extensa vida, senão para se preparar para a morte. Em 25 de Outobro de 1723, seis dias antes da sua morte, o Grão-Duque Cosme difundiu uma proclamação final impondo que a Toscana manterá a sua independência; Ana Maria Luísa sucederia na Toscana após João Gastão; o Grão-Duque reservava o direito de escolher o seu sucessor. Infelizmente os seus desejos foram completamente ignorados. Seis dias mais tarde, na véspera do dia de todos os Santos, faleceu, sendo sepultado na Basílica de São Lourenço, em Florença, a necrópole dos Médici.
Cosme III deixou a Toscana como uma das nações mais pobres da Europa; o tesouro estava vazio e o povo cansado de intolerância religiosa, o próprio estado reduzido a um peão dos interesses das potências europeias. Entre os muitos éditos que regularmente emitiu está o relativo à criação da região vinícola do Chianti. João Gastão rejeitou as leis antissemitas de seu pai, e aliviou as taxas alfandegárias. A inabilidade de Cosme de manter a independência da Toscana conduziu à sucessão da Casa da Lorena após a morte de João Gastão (o último dos Médici, em 1737.

## Descendência
Cosme III teve três filhos de Margarida Luísa de Orleães, neta de  Henrique IV de França:
1. Fernando de Médici, Grão-Príncipe (príncipe herdeiro) da Toscana (1663-1713) casado com Violante Beatriz de Baviera, sem descendência;
2. Ana Maria Luísa de Médici, (1667-1743) casada João Guilherme, Eleitor Palatino, sem descendência;
3. João Gastão de Médici, Grão-Duque da Toscana (1671-1737) casado com Ana Maria Francisca de Saxe-Lauemburgo, sem descendência.

Cosme não tinha uma relação harmoniosa com o seu filho mais velho, Fernando. Discordavam da intolerância ideológica de Cosme e da mesada atribuída ao príncipe. Cosme casara-o com uma princesa Bávara, Violante Beatriz de Baviera. Esta união foi infeliz, não produzindo qualquer descendência. Anna Maria Luísa, a filha favorita do Grão-Duque, veio a casar João Guilherme, Eleitor Palatino e, tal como seu irmão, não teve descendência. João Gastão, o filho mais novo e sucessor de Cosme, desprezava o pai e a sua corte. Ana Maria Luísa arranjara-lhe um casamento com com Ana Maria Francisca de Saxe-Lauemburgo, outra união sem descendência.

## Títulos, tratamentos, honras e armas

### Títulos e tratamentos
- 14 de Agosto de 1642 - 23 de Maio de 1670: Sua Alteza o Grão-Príncipe da Toscana
- 23 de Maio de 1670 - 5 de Fevereiro de 1691: Sua Alteza o Grão-Duque da Toscana
- 5 de Fevereiro de 1691 - 31 de Outubro de 1723: Sua Alteza Real o Sereníssimo Grão-Duque da Toscana[48]

O tratamento oficial de Cosme III era Cosme Terceiro, pela graça de Deus, Grão–Duque da Toscana.

### Honras
23 de Maio de 1670 - 31 de Outubro de 1721: Grão-Mestre da Sagrada Ordem Militar de Santo Estevão, Papa e Mártir

## Ascendência
|  |                                                      |  |  |  |  |  |  |  |  |  |  |  |  |  |  |  |
|  | 16. Cosme I de Médici Grão-Duque da Toscana          |  |  |  |  |  |  |  |  |  |  |  |  |  |  |  |
|  |                                                      |  |  |  |  |  |  |  |  |  |  |  |  |  |  |  |
|  |                                                      |  |  |  |  |  |  |  |  |  |  |  |  |  |  |  |
|  | 8. Fernando I de Médici Grão-Duque da Toscana        |  |  |  |  |  |  |  |  |  |  |  |  |  |  |  |
|  |                                                      |  |  |  |  |  |  |  |  |  |  |  |  |  |  |  |
|  |                                                      |  |  |  |  |  |  |  |  |  |  |  |  |  |  |  |
|  | 17. Leonor de Toledo                                 |  |  |  |  |  |  |  |  |  |  |  |  |  |  |  |
|  |                                                      |  |  |  |  |  |  |  |  |  |  |  |  |  |  |  |
|  |                                                      |  |  |  |  |  |  |  |  |  |  |  |  |  |  |  |
|  | 4. Cosme II de Médici Grão-Duque da Toscana          |  |  |  |  |  |  |  |  |  |  |  |  |  |  |  |
|  |                                                      |  |  |  |  |  |  |  |  |  |  |  |  |  |  |  |
|  |                                                      |  |  |  |  |  |  |  |  |  |  |  |  |  |  |  |
|  | 18. Carlos III da Lorena                             |  |  |  |  |  |  |  |  |  |  |  |  |  |  |  |
|  |                                                      |  |  |  |  |  |  |  |  |  |  |  |  |  |  |  |
|  |                                                      |  |  |  |  |  |  |  |  |  |  |  |  |  |  |  |
|  | 9. Cristina de Lorena                                |  |  |  |  |  |  |  |  |  |  |  |  |  |  |  |
|  |                                                      |  |  |  |  |  |  |  |  |  |  |  |  |  |  |  |
|  |                                                      |  |  |  |  |  |  |  |  |  |  |  |  |  |  |  |
|  | 19. Cláudia de Valois                                |  |  |  |  |  |  |  |  |  |  |  |  |  |  |  |
|  |                                                      |  |  |  |  |  |  |  |  |  |  |  |  |  |  |  |
|  |                                                      |  |  |  |  |  |  |  |  |  |  |  |  |  |  |  |
|  | 2. Fernando II de Médici Grão-Duque da Toscana       |  |  |  |  |  |  |  |  |  |  |  |  |  |  |  |
|  |                                                      |  |  |  |  |  |  |  |  |  |  |  |  |  |  |  |
|  |                                                      |  |  |  |  |  |  |  |  |  |  |  |  |  |  |  |
|  | 20. Fernando I, Sacro Imperador Romano-Germânico     |  |  |  |  |  |  |  |  |  |  |  |  |  |  |  |
|  |                                                      |  |  |  |  |  |  |  |  |  |  |  |  |  |  |  |
|  |                                                      |  |  |  |  |  |  |  |  |  |  |  |  |  |  |  |
|  | 10. Carlos II de Áustria                             |  |  |  |  |  |  |  |  |  |  |  |  |  |  |  |
|  |                                                      |  |  |  |  |  |  |  |  |  |  |  |  |  |  |  |
|  |                                                      |  |  |  |  |  |  |  |  |  |  |  |  |  |  |  |
|  | 21. Ana da Boêmia e Hungria                          |  |  |  |  |  |  |  |  |  |  |  |  |  |  |  |
|  |                                                      |  |  |  |  |  |  |  |  |  |  |  |  |  |  |  |
|  |                                                      |  |  |  |  |  |  |  |  |  |  |  |  |  |  |  |
|  | 5. Maria Madalena de Áustria                         |  |  |  |  |  |  |  |  |  |  |  |  |  |  |  |
|  |                                                      |  |  |  |  |  |  |  |  |  |  |  |  |  |  |  |
|  |                                                      |  |  |  |  |  |  |  |  |  |  |  |  |  |  |  |
|  | 22. Alberto V da Baviera                             |  |  |  |  |  |  |  |  |  |  |  |  |  |  |  |
|  |                                                      |  |  |  |  |  |  |  |  |  |  |  |  |  |  |  |
|  |                                                      |  |  |  |  |  |  |  |  |  |  |  |  |  |  |  |
|  | 11. Maria Ana da Baviera                             |  |  |  |  |  |  |  |  |  |  |  |  |  |  |  |
|  |                                                      |  |  |  |  |  |  |  |  |  |  |  |  |  |  |  |
|  |                                                      |  |  |  |  |  |  |  |  |  |  |  |  |  |  |  |
|  | 23. Ana de Áustria                                   |  |  |  |  |  |  |  |  |  |  |  |  |  |  |  |
|  |                                                      |  |  |  |  |  |  |  |  |  |  |  |  |  |  |  |
|  |                                                      |  |  |  |  |  |  |  |  |  |  |  |  |  |  |  |
|  | 1. Cosme III de Médici Grão-Duque da Toscana         |  |  |  |  |  |  |  |  |  |  |  |  |  |  |  |
|  |                                                      |  |  |  |  |  |  |  |  |  |  |  |  |  |  |  |
|  |                                                      |  |  |  |  |  |  |  |  |  |  |  |  |  |  |  |
|  | 24. Guidobaldo II Della Rovere                       |  |  |  |  |  |  |  |  |  |  |  |  |  |  |  |
|  |                                                      |  |  |  |  |  |  |  |  |  |  |  |  |  |  |  |
|  |                                                      |  |  |  |  |  |  |  |  |  |  |  |  |  |  |  |
|  | 12. Francisco Maria II Della Rovere                  |  |  |  |  |  |  |  |  |  |  |  |  |  |  |  |
|  |                                                      |  |  |  |  |  |  |  |  |  |  |  |  |  |  |  |
|  |                                                      |  |  |  |  |  |  |  |  |  |  |  |  |  |  |  |
|  | 25. Vitória Farnésio                                 |  |  |  |  |  |  |  |  |  |  |  |  |  |  |  |
|  |                                                      |  |  |  |  |  |  |  |  |  |  |  |  |  |  |  |
|  |                                                      |  |  |  |  |  |  |  |  |  |  |  |  |  |  |  |
|  | 6. Frederico Ubaldo Della Rovere, Duque de Urbino    |  |  |  |  |  |  |  |  |  |  |  |  |  |  |  |
|  |                                                      |  |  |  |  |  |  |  |  |  |  |  |  |  |  |  |
|  |                                                      |  |  |  |  |  |  |  |  |  |  |  |  |  |  |  |
|  | 26. Hipólito Della Rovere                            |  |  |  |  |  |  |  |  |  |  |  |  |  |  |  |
|  |                                                      |  |  |  |  |  |  |  |  |  |  |  |  |  |  |  |
|  |                                                      |  |  |  |  |  |  |  |  |  |  |  |  |  |  |  |
|  | 13. Lívia Della Rovere                               |  |  |  |  |  |  |  |  |  |  |  |  |  |  |  |
|  |                                                      |  |  |  |  |  |  |  |  |  |  |  |  |  |  |  |
|  |                                                      |  |  |  |  |  |  |  |  |  |  |  |  |  |  |  |
|  | 27. Isabel Vitelli                                   |  |  |  |  |  |  |  |  |  |  |  |  |  |  |  |
|  |                                                      |  |  |  |  |  |  |  |  |  |  |  |  |  |  |  |
|  |                                                      |  |  |  |  |  |  |  |  |  |  |  |  |  |  |  |
|  | 3. Vitória Della Rovere                              |  |  |  |  |  |  |  |  |  |  |  |  |  |  |  |
|  |                                                      |  |  |  |  |  |  |  |  |  |  |  |  |  |  |  |
|  |                                                      |  |  |  |  |  |  |  |  |  |  |  |  |  |  |  |
|  | 28. Cosme I de Médici Grão-Duque da Toscana (= 16)   |  |  |  |  |  |  |  |  |  |  |  |  |  |  |  |
|  |                                                      |  |  |  |  |  |  |  |  |  |  |  |  |  |  |  |
|  |                                                      |  |  |  |  |  |  |  |  |  |  |  |  |  |  |  |
|  | 14. Fernando I de Médici Grão-Duque da Toscana (= 8) |  |  |  |  |  |  |  |  |  |  |  |  |  |  |  |
|  |                                                      |  |  |  |  |  |  |  |  |  |  |  |  |  |  |  |
|  |                                                      |  |  |  |  |  |  |  |  |  |  |  |  |  |  |  |
|  | 29. Leonor de Toledo (= 17)                          |  |  |  |  |  |  |  |  |  |  |  |  |  |  |  |
|  |                                                      |  |  |  |  |  |  |  |  |  |  |  |  |  |  |  |
|  |                                                      |  |  |  |  |  |  |  |  |  |  |  |  |  |  |  |
|  | 7. Cláudia de Médici                                 |  |  |  |  |  |  |  |  |  |  |  |  |  |  |  |
|  |                                                      |  |  |  |  |  |  |  |  |  |  |  |  |  |  |  |
|  |                                                      |  |  |  |  |  |  |  |  |  |  |  |  |  |  |  |
|  | 30. Carlos III da Lorena (= 18)                      |  |  |  |  |  |  |  |  |  |  |  |  |  |  |  |
|  |                                                      |  |  |  |  |  |  |  |  |  |  |  |  |  |  |  |
|  |                                                      |  |  |  |  |  |  |  |  |  |  |  |  |  |  |  |
|  | 15. Cristina de Lorena (= 9)                         |  |  |  |  |  |  |  |  |  |  |  |  |  |  |  |
|  |                                                      |  |  |  |  |  |  |  |  |  |  |  |  |  |  |  |
|  |                                                      |  |  |  |  |  |  |  |  |  |  |  |  |  |  |  |
|  | 31. Cláudia de Valois (= 19)                         |  |  |  |  |  |  |  |  |  |  |  |  |  |  |  |
|  |                                                      |  |  |  |  |  |  |  |  |  |  |  |  |  |  |  |
|  |                                                      |  |  |  |  |  |  |  |  |  |  |  |  |  |  |  |